# Incendio de Yarnell Hill

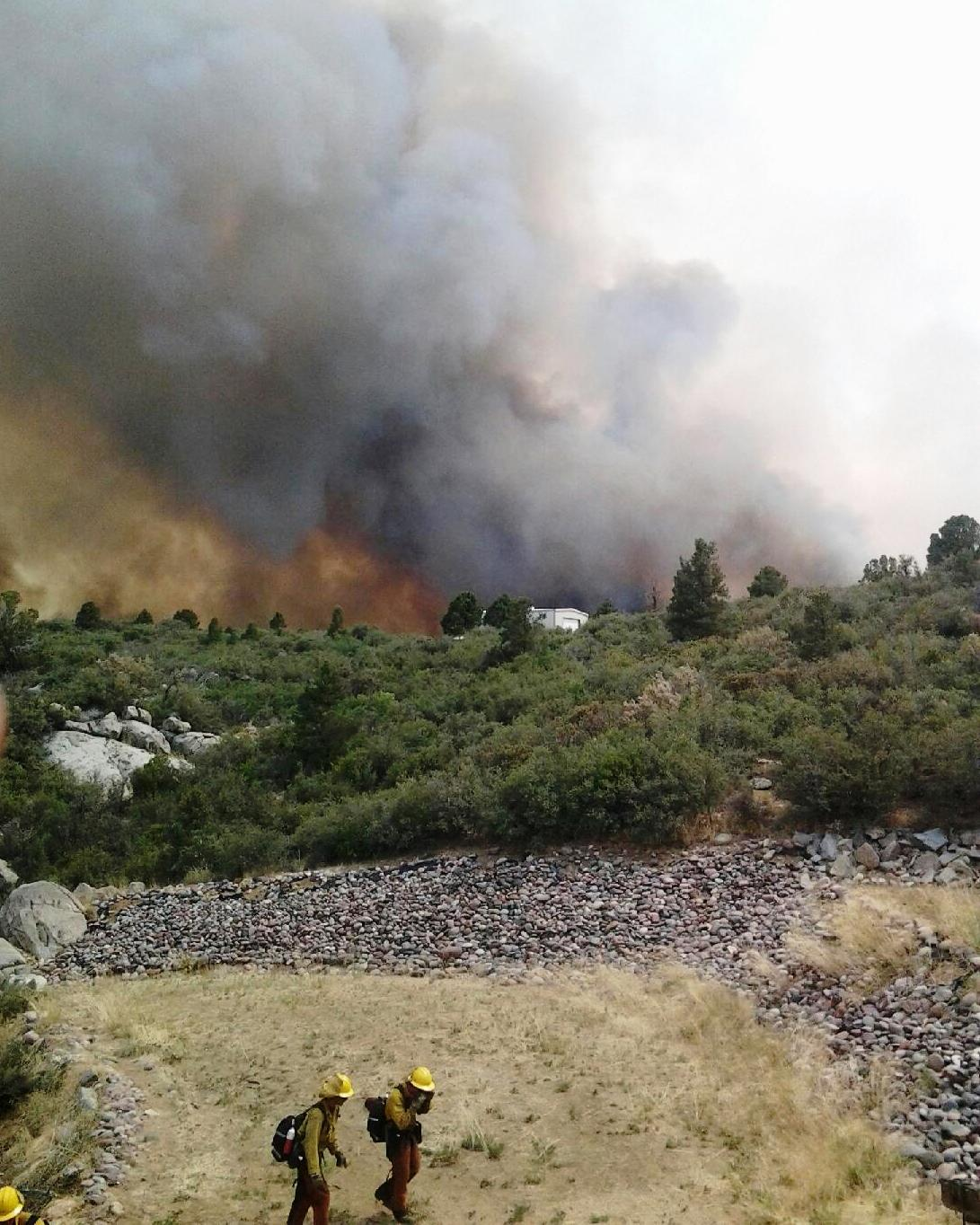
Incendio en la colina de Yarnell el 1 de julio de 2013.

El incendio de Yarnell Hill fue provocado por un rayo el 28 de junio de 2013. El 30 de junio diecinueve bomberos de la brigada de élite interinstitucional Granite Mountain Hotshots del Departamento de Bomberos de Prescott, Arizona, murieron cuando un fuerte viento arrastró el fuego forestal y los atrapó. Catorce de los bomberos estaban entre los 20 años, sus nombres fueron publicados a finales del 1 de julio.
La muerte de los 19 bomberos es la mayor pérdida de bomberos en un incendio forestal desde el incendio de 1933 en el Parque Griffith, y la sexta mayor pérdida de bomberos en los Estados Unidos en general. También es el incendio más mortífero de los Estados Unidos en el siglo XXI.

## En los medios
- El documental del Weather Chanel, "America Burning: The Yarnell Hill Tragedy and the Nation's Wildfire Crisis" en YouTube analiza acontecimientos y testimonios del incendio de Yarner Hill.
- La película biográfica de 2017 Solo los valientes dramatiza los eventos del incendio de Yarner Hill, así como la historia de los hotshots.